# Chelidonium yunnanum
Chelidonium yunnanum är en skalbaggsart som beskrevs av Cenek Podany 1974. Chelidonium yunnanum ingår i släktet Chelidonium och familjen långhorningar.
Artens utbredningsområde är Laos. Inga underarter finns listade i Catalogue of Life.